# Naufragar en internet
Naufragar en Internet es una obra de teatro de Jesús Campos García. Obtuvo el Premio Nacional de Literatura Dramática del Ministerio de Cultura en 2000.
En 1999 se estrenó en la Muestra de Teatro Español de Autores Contemporáneos, interpretada por Francisco Vidal, con dirección y escenografía del autor. 